# Möckleby-Gårdstorp alvar
Möckleby-Gårdstorp alvar är ett naturreservat i Mörbylånga kommun i Kalmar län.
Området är naturskyddat sedan 1992 och är 37 hektar stort. Reservatet ligger vid Stora Alvaret och består av öppet alvar med betesmark och våtmark.